# SN 1964D
SN 1964D – supernowa odkryta 13 lutego 1964 roku w galaktyce NGC 4887. W momencie odkrycia miała maksymalną jasność 16,50m.